# Zygmunt Łempicki (profesor)
Zygmunt Łempicki (ur. 11 maja 1886 w Sanoku, zm. 21 czerwca 1943 w niemieckim obozie koncentracyjnym KL Auschwitz) – profesor literatury niemieckiej, teoretyk literatury.

## Życiorys
Urodził się 11 maja 1886 w Sanoku. W latach 1904–1908 studiował filologię germańską i klasyczną na Uniwersytecie Lwowskim, a także filozofię u Kazimierza Ajdukiewicza. Studia uzupełniał w Berlinie i Getyndze. Pracował jako nauczyciel gimnazjalny we Lwowie. W 1916 habilitował się na Uniwersytecie Jagiellońskim, od 1 maja 1919 był profesorem nadzwyczajnym, a od 1 października 1920 profesorem zwyczajnym Uniwersytetu Warszawskiego, kierownikiem katedry literatury i języka niemieckiego. Należał m.in. do PAU, Towarzystwa Naukowego Warszawskiego, Towarzystwa Naukowego we Lwowie, Polskiego Towarzystwa Filozoficznego, Polskiego Towarzystwa Neofilologicznego. 20 stycznia 1938 został wybrany członkiem rady głównej Towarzystwa Pracy Społeczno-Gospodarczej.
Publikował recenzje teatralne, muzyczne i literackie, a także artykuły dotyczące polityki i życia społecznego i gospodarczego na łamach m.in. „Pamiętnika Literackiego”, „Ruchu Literackiego”, „Kuriera Polskiego” i „Kuriera Warszawskiego”. Redagował wydanie pięciotomowej, ilustrowanej, encyklopedii młodzieżowej Świat i życie. Zarys encyklopedyczny współczesnej wiedzy i kultury opublikowanej w latach 1933–1936 we Lwowie i w Warszawie .
11 listopada 1937 został odznaczony Krzyżem Komandorskim Orderu Odrodzenia Polski.
Osadzony na Pawiaku, 28 kwietnia 1943 został wywieziony do obozu koncentracyjnego Auschwitz.
Był żonaty z Marią Wandą z Rehmanów (1888–1967), córką geografa, profesora Uniwersytetu Lwowskiego Antoniego Rehmana.

## Niektóre prace
- W sprawie uzasadnienia poetyki czystej (1921)
- Idea a osobowość w historii literatury (1920)[6]
- Literatura, poezja, życie (1936)[7]
- Pozytywizm, neoidealizm i neopozytywizm w historii literatury (1939)
- Twórca i dzieło w poezji (1948)
- Osnowa, wątek, motyw (1926)
- Geschichte der deutschen Literaturwissenschaft (1920)[8]
- Renesans, Oswiecenie, Romantyzm (1923)[9].